# Уайтинг, Уильям
Уильям Фэрфилд Уайтинг (англ. William F. Whiting; 20 июля 1864, Холиок, Массачусетс — 31 августа 1936, Холиок, Массачусетс) — министр торговли США с 22 августа 1928 года по 4 марта 1929 года, в последние месяцы президентства Калвина Кулиджа.

## Биография
Уайтинг родился 20 июля 1864 года в Холиоке в семье Уильяма Уайтинга II, политика и бизнесмена, и Анны Морган (урождённой Фэрфилд). В 1896 году окончил Амхерст-колледж вместе с будущим государственным секретарём Робертом Лансингом.
Когда отец Уайтинга, организовавший бумажную компанию Whiting Paper Company, стал президентом этой компании, Уильям Фэрфилд Уайтинг стал казначеем. После смерти отца Уайтинг стал президентом Whiting Paper Company, а его брат Сэмюэл Рейнор Уайтинг — казначеем. Стал другом будущего президента Кулиджа, когда Кулидж был мэром Нортгемптона, штат Массачусетс. Позже Уайтинг и Фрэнк Стернс стали первыми «людьми Кулиджа», выступавшими за своего друга как за серьезного кандидата в президенты. На Республиканском национальном съезде 1920 года Уайтинг проголосовал за Кулиджа на президентских выборах во всех голосованиях, став единственным делегатом, сделавшим это после того, как Уоррен Гардинг собрал все голоса для победы на выборах.
Уайтинг был назначен министром торговли при президенте Кулидже после того, как отставка Герберта Гувера удивила вашингтонский истеблишмент. Прогнозировалось, что эта должность достанется предпочтительному кандидату Гувера, доктору Джулиусу Клейну, директору Бюро внешней и внутренней торговли, но Клейн не получил её, когда Гувер стал президентом. Бывший сенатор Уильям Батлер из Массачусетса отказался от этой должности, прежде чем Кулидж предложил её Уайтингу. Его назначение было утверждено Сенатом США 11 декабря 1928 года.
Во время своего первого интервью прессе после назначения Уайтинг заявил: «Моя политика будет политикой г-на Гувера». В качестве секретаря возглавлял делегацию президента Кулиджа на Международной конференции по гражданской аэронавтике.

### Личная жизнь
19 октября 1892 года Уайтинг женился на Анне Х. Чапин, дочери судьи Эдварда Уитмена Чапина. У супругов было четверо детей: Уильям Уайтинг, Эдвард Чапин Уайтинг, Фэрфилд Уайтинг и Рут Уайтинг Фаулер. Как и его отец, Уайтинг приобрел известность благодаря разведению джерсейского скота и птицы.
Умер после продолжительной болезни в своем доме в Холиоке 31 августа 1936 года. Похоронен на кладбище Форестдейл в Холиоке вместе со своими родителями.